# Erik Juel (rigsråd)
 For alternative betydninger, se Erik Juel. (Se også artikler, som begynder med Erik Juel)
Erik Juel, ofte refereret til som Erik Juel til Hundsbæk og Alsted (født 1591, død 13. februar 1657), var dansk lensmand, embedsmand og Rigsråd samt far til søhelten Niels Juel og politikeren og diplomaten Jens Juel .

## Biografi
Erik Juel blev født i 1591 i Alsted Herred som søn af Peder Juel og Margrethe Ulfstand. I 1610 blev han ansat som sekretær i Danske Kancelli, men under Kalmarkrigen fra 1611-13 fratrådte han denne stilling for i stedet at gøre tjeneste som Hofjunker. under Belejringen af Kalmar fik han en Hest skudt under sig. Efter krigen vendte han tilbage til stillingen som Kancellisekretær fra 1613-16 og blev som sådan også udnævnt til Kannik ved Ribe Domkirke. 
I 1623 udnævntes han til Landsdommer i Jylland og besad desuden flere lokale hvertv. Blandt andet var han i 1624 medlem af Kommissionen til Undersøgelse af Limfjordens Gennembrud mod Vest. Han fik stillet Gudum Kloster til rådighed (til 1651).
Under Kejserkrigen, den danske udløber af Trediveårskrigen, fordreves han i 1627 fra sine godser og søgte til Sjælland mens hans hustru og børn flygtede til Norge.
Efter krigens afslutning var han i en periode befuldmægtiget for den jyske adel paa Provinsmøderne og blev 1638 og atter 1646 landkommissær. Fra 1640-46 var han forlenet med Pandumgaard, 1646-48 med Lundenæs og endelig fra 1648-57 med Aalborghus.
Under Torstensson-krigen 1643-45 var han en del af den øverste ledelse i Jylland.
I sommeren 1651 valgtes han til Medlem af Rigsrådet og sendtes som saadan til norske Herredage i 1652 og 1656. I Anledning af en klage over ham fra nogle bønder skrev han i 1655 til Oversekretæren Erik Krag: "Mig sker efter gammelt Ordsprog: hvem Bonden klapper, den napper ham, og hvem han napper, den klapper ham". Da han døde den 13. februar 1657 efterlod han sig sin enke med relativt få midler og han nåede aldrig at opleve sine sønners succes.

## Familie
Erik Juel var ud af den danske uradelsslæg Juel. 4. Okt. 1618 ægtede han Sophie Clausdatter Sehested. Hans børn var:
- Claus Eriksen Juel (6. marts 1621 – 16 november 1673)
- Peder Juel (14. juli 1623, Hundsbæk Gods – 9. december 1656, København)
- Karen Eriksdatter Juel (14. oktober 1626, Gudumkloster – 17. oktober 1656, Kærsholm)
- Niels Juel (8. maj 1629, Christiania – 8. april 1697)
- Jens Juel (15 Jul 1631, Nørtorp Thy – 23. maj 1700, København)
- Melchior Juel (1634–1678)
- Maren Eriksdatter Juel (7. april 1636, Nørtorp Thy – 1664)